# ليو كرافت
ليو كرافت (بالإنجليزية: Leo Kraft)‏ هو عالم موسيقى وملحن أمريكي، ولد في 24 يوليو 1922، وتوفي في 30 أبريل 2014.

## وصلات خارجية
- ليو كرافت على موقع ميوزك برينز (الإنجليزية)